# White House Connection
White House Connection – ósmy album studyjny polskiego zespołu producenckiego WhiteHouse. Wydawnictwo ukazało się 22 czerwca 2018 roku.

## Lista utworów
Źródło.
1. Szpaku – "BOBO"
2. Paluch/Jano PW/Sztoss – „Sukces” (DJ Decks)
3. JWP/BC – „Radioaktywni” (DJ Falcon1)
4. Kuban – „Kładę Chuj”
5. Sarius/Małpa – „Moje miejsce”
6. Pork/Peja/Nullo – „Daleko do Ideału” (DJ Slime)
7. PlanBe – „Wszystko jedno”
8. Kali – „Dziady”
9. Wac Toja – „GO!”
10. Hase – „Odpoczywam”
11. Donguralesko/Shellerini/Vae Vistic – „Więcej”
12. JNR – „Underdog” (DJ Flip)
13. Meek. Oh Why? – „Do widzenia”